# Sledge
Sledge és una població dels Estats Units a l'estat de Mississipi. Segons el cens del 2000 tenia 529 habitants.

## Demografia
Segons el cens del 2000, Sledge tenia 529 habitants, 170 habitatges, i 133 famílies. La densitat de població era de 392,8 habitants per km².
Dels 170 habitatges en un 38,2% hi vivien nens de menys de 18 anys, en un 43,5% hi vivien parelles casades, en un 29,4% dones solteres, i en un 21,2% no eren unitats familiars. En el 20% dels habitatges hi vivien persones soles el 9,4% de les quals corresponia a persones de 65 anys o més que vivien soles. El nombre mitjà de persones vivint en cada habitatge era de 3,11 i el nombre mitjà de persones que vivien en cada família era de 3,55.
Per edats la població es repartia de la següent manera: un 30,6% tenia menys de 18 anys, un 11,7% entre 18 i 24, un 28,7% entre 25 i 44, un 18% de 45 a 60 i un 11% 65 anys o més.
L'edat mediana era de 31 anys. Per cada 100 dones de 18 o més anys hi havia 72,3 homes.
La renda mediana per habitatge era de 27.500 $ i la renda mediana per família de 30.139 $. Els homes tenien una renda mediana de 23.750 $ mentre que les dones 16.042 $. La renda per capita de la població era d'11.569 $. Entorn del 23,1% de les famílies i el 24,7% de la població estaven per davall del llindar de pobresa.

## Poblacions més properes
El següent diagrama mostra les poblacions més properes.